# Balaustion grandibracteatum
Balaustion grandibracteatum là một loài thực vật có hoa thuộc họ Myrtaceae. Loài này được Pritz. mô tả khoa học đầu tiên năm 1905.
Đây là loài đặc hữu của vùng nội địa Tây Úc. Chúng có dạng một loại cây bụi có lá chủ yếu hình thuôn hẹp hoặc hình elip và hoa màu trắng với khoảng từ 14 đến 27 nhị hoa.